# Cylindrocystis cylindrospora
Cylindrocystis cylindrospora là một loài Song tinh tảo trong họ Mesotaeniaceae, thuộc chi Cylindrocystis.